# Otočić Mana
Otočić Mana är en ö i Kroatien.   Den ligger i länet Šibenik-Knins län, i den södra delen av landet, 230 km söder om huvudstaden Zagreb. Arean är 0,59 kvadratkilometer.
Terrängen på Otočić Mana är platt. Öns högsta punkt är 45 meter över havet. Den sträcker sig 0,9 kilometer i nord-sydlig riktning, och 1,5 kilometer i öst-västlig riktning.